# 神獣 (年号)
神獣（しんじゅう）は、南北朝時代の北魏で大趙政権を樹立した万俟醜奴が建てた私元号。528年 - 530年。

## 西暦との対照表
| 神獣 | 元年  | 2年   | 3年   |
| 西暦 | 528年 | 529年 | 530年 |
| 干支 | 戊申  | 己酉  | 庚戌  |